# Конрад фон Хомбург
Конрад фон Хомбург († между 6 февруари 1340 и 31 декември 1340) е граф на Хомбург.

## Произход и наследство
Той е син на граф Филип фон Хомбург († 1284) и съпругата му Маргарета фон Оксенщайн († сл. 1302), незаконна дъщеря на граф Ото III фон Оксенщайн († 1289/1290).
Замъкът Хоенбург е през 12 век седалище на графовете фон Хомбург. След смъртта на последния граф фон Хомбург през 1449 г. замъкът и градът отиват на графовете фон Насау-Саарбрюкен.

## Фамилия
Конрад фон Хомбург се жени за Мехтилд фон дер Фелс († сл. 1369), дъщеря на Арнолд фон дер Фелс († сл. 1377), маршал на Люксембург, и Юта фон Нойербург-Вилтц († сл. 1343). Те имат шест деца:
- Арнолд фон Хомбург фон дер Фелс († сл. 22 април 1398), граф на Хомбург, господар на Фелс, женен за Жанета фон Роезер († 14 декември 1398)
- Конрад фон Хомбург (* 1335/1340; † 7 февруари 1409)
- Юта фон Хомбург (* пр. 1335; † сл. 1379), омъжена за Вирих IV фон Бербург († сл. 13 януари 1362)
- Катарина фон Хомбург († 24 декември 1388), омъжена I. за Жофрид 'Млади' фон Майзембург († 1358), II. за Антилман фон Гразевеге-Бьокелхайм († 14 март 1387), III. за Венемар цу Дуделинген-Бербург († 1390)
- Ирмгард фон Хомбург († сл. 1366), омъжена за Йоханес фон Хоенек († сл. 1361)
- Аделхайд фон Хомбург († сл. 1372)

Вдовицата му Мехтилд фон дер Фелс се омъжва втори път сл. 1357 г. за рицар Раймболд фон Саарбрюкен († сл. 1364), син на Готфрид (Жофрид) фон Саарбрюкен († 1326) и Гуда фон Ролинген-Варсберг († сл. 1316).